# Istanbul Cup 2021
Istanbul Cup 2021, oficiálně se jménem sponzora TEB BNP Paribas Tennis Championship Istanbul 2021, byl tenisový turnaj pořádaný jako součást ženského okruhu WTA Tour, který se odehrával na otevřených antukových dvorcích Istanbulského tenisového centra. Konal se mezi 19. až 25. dubnem 2021 v turecké metropoli Istanbulu jako čtrnáctý ročník turnaje.
Turnaj s rozpočtem 235 238 dolarů patřil do kategorie WTA 250. Nejvýše nasazenou hráčkou ve dvouhře se stala sedmnáctá tenistka světa Elise Mertensová z Belgie, která prohrála ve finále. Jako poslední přímá účastnice do dvouhry nastoupila 129. hráčka žebříčku, Ukrajinka Kateryna Kozlovová.
Druhý singlový titul na okruhu WTA Tour vybojovala Rumunka ze sedmé světové desítky Sorana Cîrsteaová. Čtyřhru ovládla rusko-belgická, nejvýše nasazená dvojice Veronika Kuděrmetovová a Elise Mertensová, jejíž členky získaly první společnou trofej.

## Distribuce bodů a finančních odměn

### Distribuce bodů
| Soutěž  | vítězky | finalistky | semifinalistky | čtvrtfinalistky | 16 v kole | 32 v kole | Q  | Q2 | Q1 |
| ------- | ------- | ---------- | -------------- | --------------- | --------- | --------- | -- | -- | -- |
| dvouhra | 280     | 180        | 110            | 60              | 30        | 1         | 18 | 12 | 1  |
| čtyřhra | 280     | 180        | 110            | 60              | 1         | —         | —  | —  | —  |

### Finanční odměny
| Soutěž                                | vítězky  | finalistky | semifinalistky | čtvrtfinalistky | 16 v kole | 32 v kole | Q2      | Q1      |
| ------------------------------------- | -------- | ---------- | -------------- | --------------- | --------- | --------- | ------- | ------- |
| dvouhra                               | 29 200 $ | 16 398 $   | 10 100 $       | 5 800 $         | 3 675 $   | 2 675 $   | 1 950 $ | 1 270 $ |
| čtyřhra                               | 10 300 $ | 6 000 $    | 3 800 $        | 2 300 $         | 1 750 $   | —         | —       | —       |
| částky ve čtyřhře jsou uváděny na pár |          |            |                |                 |           |           |         |         |

## Ženská dvouhra

### Nasazení
| Stát                          | Hráčka                     | WTA | Nasazení |
| ----------------------------- | -------------------------- | --- | -------- |
| Belgie                        | Elise Mertensová           | 17. | 1.       |
| Chorvatsko                    | Petra Martićová            | 21. | 2.       |
| Rusko                         | Veronika Kuděrmetovová     | 29. | 3.       |
| Rusko                         | Darja Kasatkinová          | 37. | 4.       |
| Česko                         | Barbora Krejčíková         | 38. | 5.       |
| Rusko                         | Anastasija Pavljučenkovová | 40. | 6.       |
| Čína                          | Čeng Saj-saj               | 49. | 7.       |
| Čína                          | Wang Čchiang               | 50. | 8.       |
| Žebříček WTA k 12. dubnu 2021 |                            |     |          |

### Jiné formy účasti
Následující hráčky obdržely divokou kartu do hlavní soutěže:
- Çağla Büyükakçay
- Ana Konjuhová
- Elise Mertensová
- Věra Zvonarevová

Následující hráčky postoupily z kvalifikace:
- Lara Arruabarrenová
- Cristina Bucșová
- Anastasija Gasanovová
- Tereza Mrdežová
- Nuria Párrizasová Díazová
- Kamilla Rachimovová

Následující hráčka postoupila z kvalifikace jako tzv. šťastná poražená:
- Barbara Haasová

### Odhlášení
před zahájením turnaje
- Alizé Cornetová → nahradila ji  Zarina Dijasová
- Světlana Kuzněcovová → nahradila ji  Kateřina Siniaková
- Magda Linetteová → nahradila ji  Nao Hibinová
- Julia Putincevová → nahradila ji  Sara Erraniová
- Anastasija Sevastovová → nahradila ji  Marta Kosťuková
- Sara Sorribesová Tormová → nahradila ji  Anastasija Potapovová
- Jil Teichmannová → nahradila ji  Viktorija Golubicová
- Patricia Maria Țigová → nahradila ji  Ana Bogdanová
- Čeng Saj-saj → nahradila ji  Barbara Haasová

## Ženská čtyřhra

### Nasazení
| Stát                                                                       | Hráčka                     | Stát     | Hráčka                | WTA  | Nasazení |
| -------------------------------------------------------------------------- | -------------------------- | -------- | --------------------- | ---- | -------- |
| Rusko                                                                      | Veronika Kuděrmetovová     | Belgie   | Elise Mertensová      | 31.  | 1.       |
| Japonsko                                                                   | Nao Hibinová               | Japonsko | Makoto Ninomijová     | 144. | 2.       |
| Španělsko                                                                  | Lara Arruabarrenová        | Česko    | Renata Voráčová       | 158. | 3.       |
| Rusko                                                                      | Anastasija Pavljučenkovová | Rusko    | Anastasija Potapovová | 194. | 4.       |
| Žebříček WTA k 12. dubnu 2021; číslo je součtem umístění obou členek páru. |                            |          |                       |      |          |

### Jiné formy účasti
Následující páry obdržely divokou kartu do čtyřhry:
- Çağla Büyükakçay /  Pemra Özgenová
- Jelena Vesninová /  Věra Zvonarevová

Následující páry nastoupily do čtyřhry pod žebříčkovou ochranou:
- Viktorija Golubicová /  Alexandra Panovová
- Beatrice Gumulyová /  Jessy Rompiesová

### Odhlášení
před zahájením turnaje
- Arantxa Rusová /  Tamara Zidanšeková → nahradily je  Beatrice Gumulyová /  Jessy Rompiesová

## Přehled finále

### Ženská dvouhra
- Sorana Cîrsteaová vs.  Elise Mertensová, 6–1, 7–6(7-3)

### Ženská čtyřhra
- Veronika Kuděrmetovová /  Elise Mertensová vs.  Nao Hibinová /  Makoto Ninomijová, 6–1, 6–1